# Monticole du littoral
Monticola imerina
Espèce
Statut de conservation UICN

 LC  : Préoccupation mineure
Le Monticole du littoral (Monticola imerina ; autrefois Pseudocossyphus imerina) est une espèce de passereaux de la famille des Muscicapidae endémique de l'île de Madagascar.

## Taxonomie
Gustav Hartlaub est le premier à étudier ce passereau qu'il classe, en 1860, dans le genre Cossypha. Il est monotypique (sans sous-espèces).

## Description

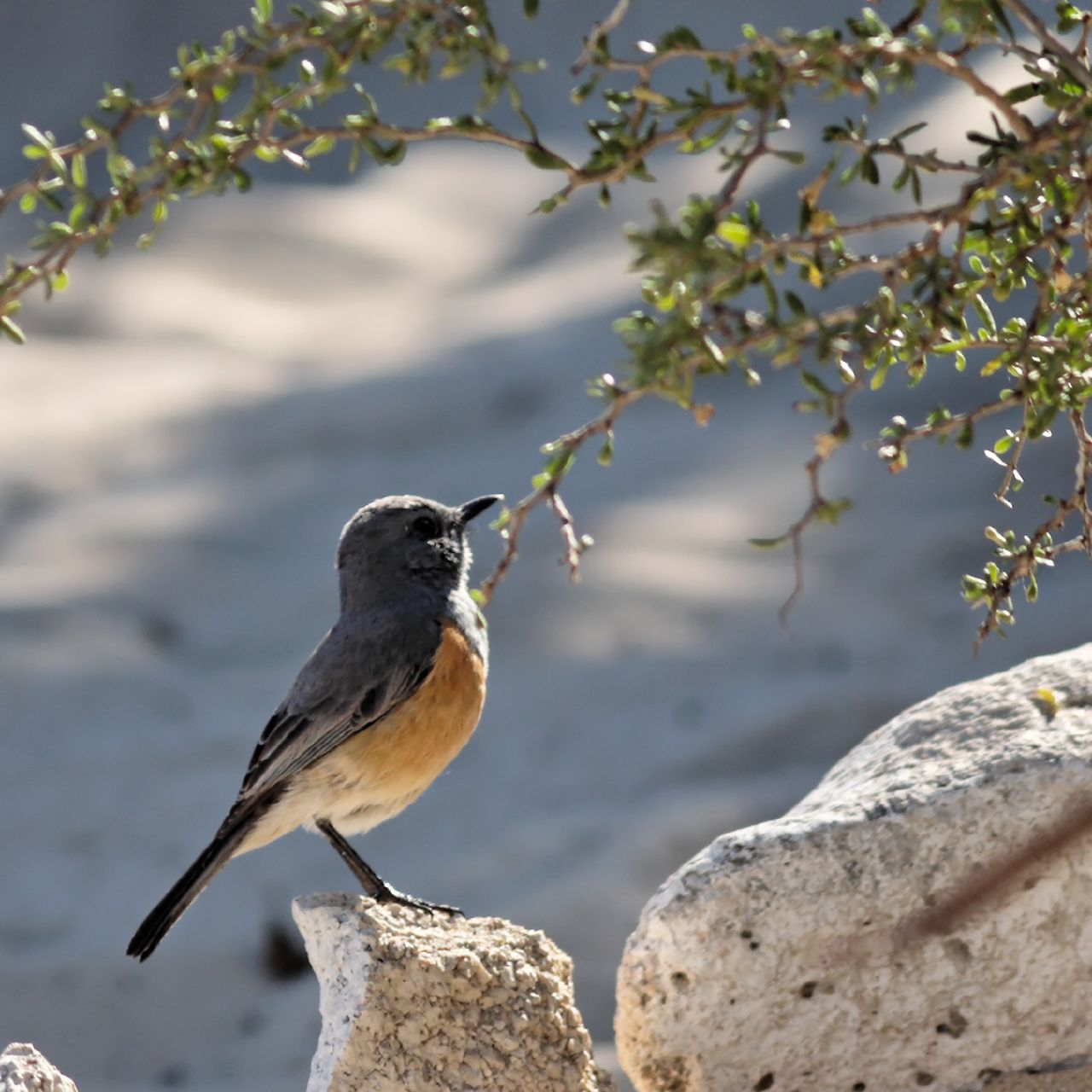

Le Monticole du littoral est dimorphique comme les autres monticoles. Le plumage du mâle est beaucoup plus coloré que celui de la femelle. Sa tête est gris pâle, ainsi que son mateau, le dessus de ses ailes et sa poitrine. Son croupion est orangé et sa queue brune.

## Répartition
Le Monticole du littoral vit comme son  nom l'indique sur le littoral sud de Madagascar, de l'Onilahy au lac Anony à l'ouest de Fort Dauphin (Tôlanaro) autour de la baie de Saint-Augustin.

## Habitat
Il aime les buissons d'euphorbes et les buissons bas de la côte sablonneuse et des récifs coralliens et vit dans les hauteurs jusqu'à 200 mètres.